# 카를로 안노바치
카를로 안노바치(Carlo Annovazzi)는 이탈리아의 축구선수이다. 선수 생활의 대부분을 AC 밀란과 아탈란타 BC에서 뛰었다.
또한 1950년 FIFA 월드컵에서 이탈리아 축구 국가대표팀 소속으로 활약하였다.